# Electronic Banking Internet Communication Standard
Electronic Banking Internet Communication Standard (EBICS) — niemiecki standard, mający zastąpić HBCI. Wymaga on, by komunikacja z bankami (pliki z poleceniami płatniczymi, informacje o rachunkach) przebiegała automatycznie według procedur niezależnych od banków. Wielobankowość wynika z równoległej obsługi wielu standardowych protokołów dla bankowości elektronicznej co umożliwia przedsiębiorstwu skonsolidowane zarządzanie jego krajowymi i zagranicznymi rachunkami bankowymi. Zdefiniowany jest w XML, ale właściwe dane transakcji znajdują się w binarnym elemencie zagnieżdżonym w XML-u.